# Фучович, Мартон
Мартон Фучович (венг. Fucsovics Márton; род. 8 февраля 1992, Ньиредьхаза, Венгрия) — венгерский теннисист; победитель двух турниров ATP в одиночном разряде; победитель одного юниорского турнира Большого шлема в парном разряде (Открытый чемпионат США-2009); победитель одного юниорского турнира Большого шлема в одиночном разряде (Уимблдон-2010); бывшая первая ракетка мира в юниорском рейтинге.

## Общая информация
Мартон — один из двух сыновей Эдит и Йосефа Фучовичей; его брата зовут Адам.
Венгр в теннисе с пяти лет; наиболее удобное покрытие — трава. В юниорские годы Фучович некоторое время также серьёзно играл в баскетбол.

## Спортивная карьера

### Начало карьеры

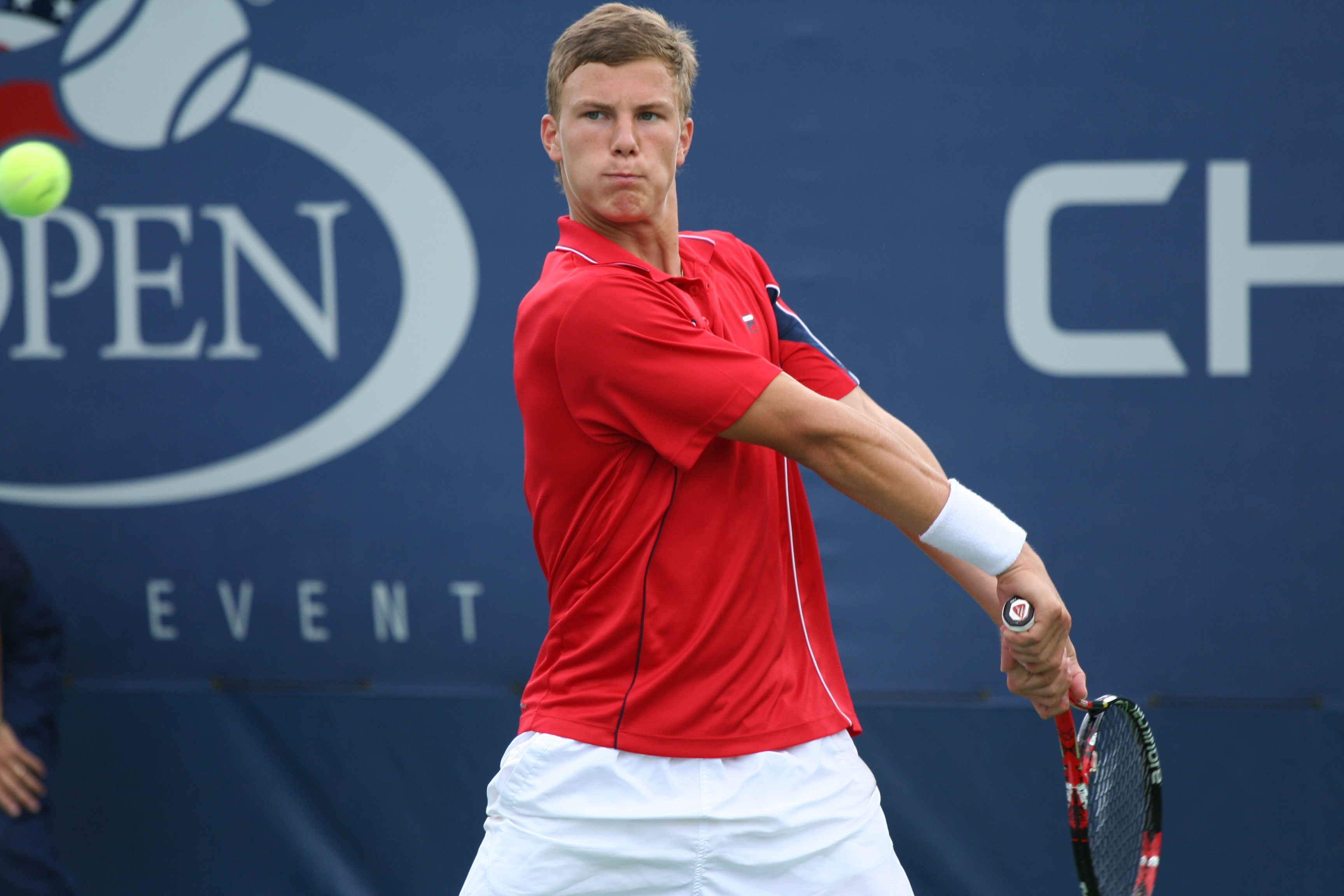
Фучович на Открытом чемпионате США 2010 года

В 2003 году Мартон выиграл национальный чемпионат в своей возрастной категории и Nike Junior Tour. Благодаря этому он получил возможность представить Венгрию на Мировом финале в Сан-Сити, Южная Африка. Фучович на юниорском уровне делал заметные успехи, став одним из лидеров своего поколения. В 2009 году в команде с Се Чжэнпэном из Тайваня он выиграл в парный разряде на юниорском Открытом чемпионате США, где в финале они обыграли Жюльена Обри и Адриана Пуже из Франции — 7:6(5), 5:7, [10-1]. Спустя год Фучович триумфально для себя завершил юниорский Уимблдонский турнир в одиночном разряде, переиграв в решающем матче Бенджамина Митчелла из Австралии (6:4, 6:4). Этот успех позволил венгерскому теннисисту возглавить юниорский рейтинг. Также в том сезоне он смог выйти в полуфинал на юниорских Открытых чемпионатах Австралии и США.
Первые пробы на взрослых соревнованиях состоялись ещё в 2008 году. В марте 2010 года Фучович получил первый вызов в сборную Венгрии в розыгрыше Кубка Дэвиса. В сентябре того же года он дебютировал в основных соревнованиях Мирового тура, когда получил уайлд-кард совместно с Пьером-Югом Эрбером в парную сетку турнира в Меце. В апреле 2012 года также в парном разряде он выиграл первый взрослый приз (с Маркусом Даниэллом), выиграв его на турнире из серии «фьючерс» в Швейцарии. В июне того же года на травяном турнире в Хертогенбосе Фучовис впервые пробился в основную сетку турнира в рамках ATP-тура, преодолев три раунда квалификации. До конца сезона Фучович дважды выходил в финал на «фьючерсах» в одиночном разряде, а также выиграл два в парном разряде.
В начале мая 2013 года Фучович выиграл первый титул из серии «челленджер», победив в Аньнине (Китай). Ещё один «челленджер» он взял в ноябре в Андрии (Италия). Следующие три года венгр провёл примерно на одном уровне, выступая в основном на «челленджерах». На турнирах серии Большого шлема он безуспешно пытался попасть через квалификационный отбор. В августе 2016 года на Открытом чемпионате США с 15-й попытки он наконец-то смог выиграть квалификацию и попал на свой первый Большой шлем. В первом раунде он проиграл Николасу Альмагро в трёх сетах.

### 2017—2019 (первый титул в Мировом туре)

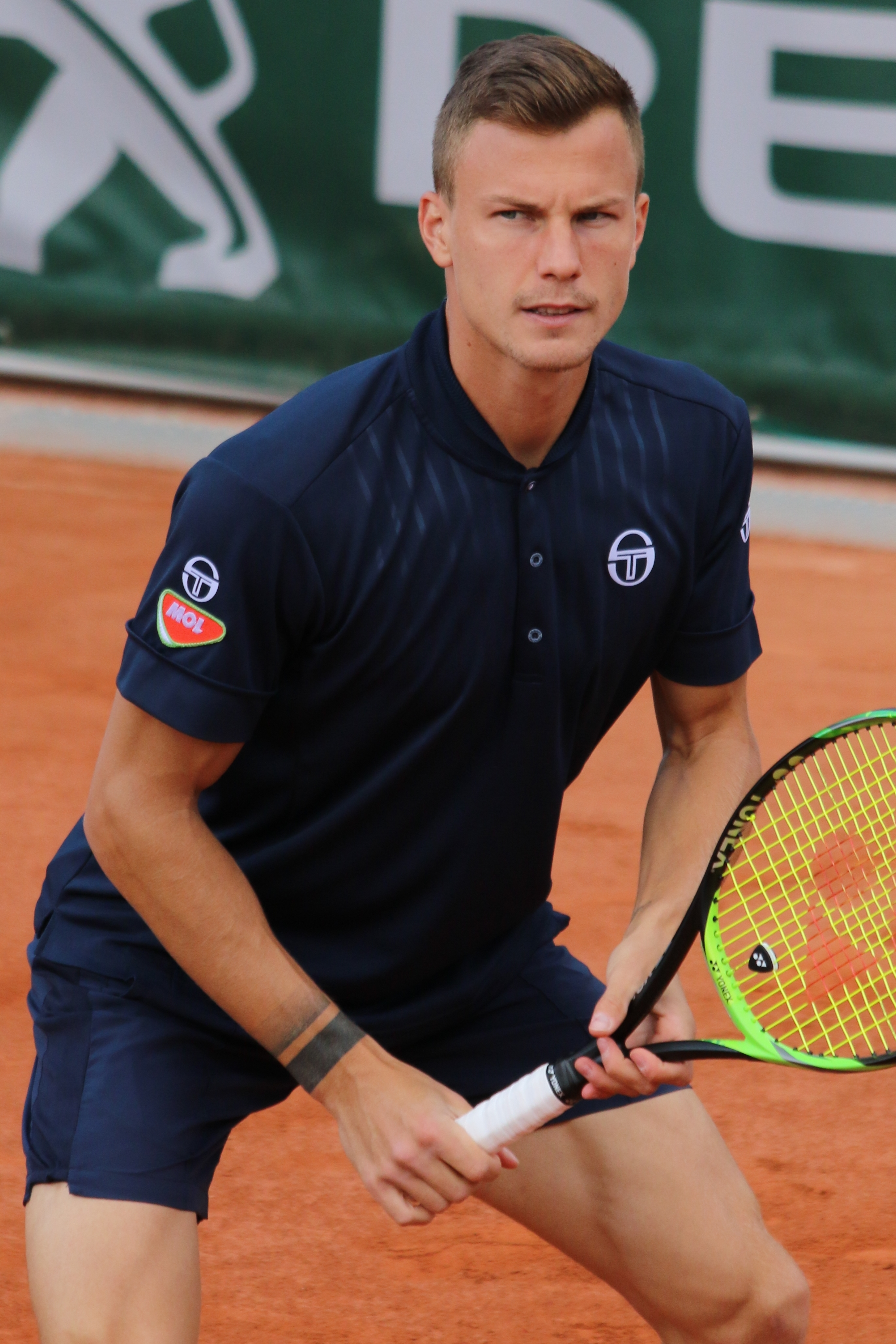
Фучович на Ролан Гаррос 2019 года

В 2017 году Фучович смог повысить уровень своей игры. В июне он выиграл два «челленджера» в Виченце (Италия) и Илкли (Великобритания). На Уимблдоне он дебютировал в основной сетке, получив уайлд-кард от организаторов, но проиграл стартовый матч Жилю Мюллеру. Также он сыграл и на первом взрослом Открытом чемпионате США, уступив в первом раунде Николя Маю. В сентябре Мартон стал творцом победы сборной Венгрии над сборной России, завоевав все три очка своей команды. Это позволило на следующий год попасть его сборной в Мировую группу Кубка Дэвиса. В октябре Фучович смог подняться в топ-100 мирового рейтинга и вышел в первый четвертьфинал в Туре — на зальном турнире в Базеле. На конец года Фучович занимал 85-е место в рейтинге.
2018 год оказался для Фучовича ещё более успешным. На Открытом чемпионате Австралии он достиг своего лучшего результата на Большых шлемах на тот момент, выйдя в четвёртый раунд соревнований, где уступил второму сеянному Роджеру Федереру. По ходу турнира венгр обыграл Раду Албота из Молдавии, американца Сэма Куэрри и аргентинца Николаса Кикера. В начале мая он сыграл в четвертьфинале грунтового турнира в Мюнхене, а в конце месяца выиграл первый титул в основном туре. Это произошло на турнире в Женеве, где в финале он разобрался с немцем Петром Гоёвчиком в двух сетах. После этого успеха Фучович поднялся в рейтинге в топ-50. Осенью он дважды добирался до 1/4 финала — на турнирах в Пекине и Вене. На конец 2018 года венгр занимал 36-е место.
На Открытом чемпионате Австралии 2019 года Фучович дошёл до второго круга, где проиграл хорвату Борне Чоричу. После этого он сыграл на зальном турнире в Софии, где дошёл до финала, но уступил россиянину Даниилу Медведеву — 4:6, 3:6. Затем он два раза подряд выходил в четвертьфинал: на турнирах в Роттердаме (проиграл Кэю Нисикори) и в Дубае (проиграл Роджеру Федереру). Стабильные результаты в начале марта позволили подняться на высшее в карьере — 31-е место в мировом рейтинге.
Далее уровень игры немного снизился. В грунтовой части сезона 2019 года Фучович отметился только одним четвертьфиналом на турнире в Мюнхене. В травяной части сезона он смог доиграть до 1/4 финала в Штутгарте. На Больших шлемах в этот период он максимально добирался до второго раунда Уимблдона, а на Ролан Гаррос и Открытом чемпионате США проиграл в первом раунде.

### 2020—2022 (четвертьфинал Уимблдона)
На старте сезона 2020 года Фучовичу удалось выйти в четвертьфинал турнира в Дохе. На Открытом чемпионате Австралии Мартон дошёл до четвёртого раунда, где проиграл швейцарцу Роджеру Федереру в четырёх сетах (6:4 1:6 2:6 2:6). После паузы в сезоне в августе на турнире серии Мастерс, который был перенесён в том году в Нью-Йорк, Фучович прошёл квалификацию и после победы над Григором Димитровым вышел в третий раунд, где уступил сербу Филипу Краиновичу (2:6 1:6). На Открытом чемпионате США он вновь обыграл во втором круге 20-ю ракетку мира Григора Димитрова в пяти сетах, а затем проиграл в третьем круге американцу Фрэнсису Тиафо (2:6 3:6 2:6). На Открытом чемпионате Франции, который проходил осенью из-за пандемии, в первом раунде Фучович обыграл 4-го сеянного Даниила Медведева. Это была первая победа венгра над теннисистом из топ-10. Затем он обыграл ещё двух соперников и дошёл до 4-го круга, где уступил другому россиянину Андрею Рублёву — 7-6(4), 5:7, 4:6, 6:7(3).
На Открытом чемпионате Австралии 2019 года Фучович обыграл в первом круге в пяти сетах Марка Полманса, а затем в драматичном матче победил Стэна Вавринку (7:5, 6:1, 4:6, 2:6, 7:6(9)), отыграв тройной матчбол на чемпионском тай-брейке в пятом сете. В третьем круге Мартон проиграл в четырёх сетах Милошу Раоничу. В начале марта он отлично сыграл на турнире в Роттердаме. Венгр через квалификацию впервые в карьере дошёл до финала турнира категории АТР 500, выиграв 6 матчей подряд, отдав в них лишь один сет. В финале Фучович проиграл Андрею Рублёву в двух сетах. Далее он смог выйти в четвертьфинал двух арабских турниров в Дохе и Дубае. На Открытом чемпионате Франции Мартон во втором круге уступил итальянцу Фабио Фоньини — 6:7(6), 1:6, 2:6.
В июле 2021 года на Уимблдонском турнире Фучович смог сенсационно дойти до 1/4 финала, хотя ранее за всю карьеру выиграл на Уимблдоне всего один матч в основной сетке. В матче четвёртого круга венгр в пяти сетах (6:3, 4:6, 4:6, 6:0, 6:3) смог обыграть пятого сеянного Андрея Рублёва, которому до этого проиграл в сезоне три матча на харде, не взяв ни одного сета. Фучович стал первым теннисистом из Венгрии с 1981 года, дошедшим до четвертьфинала турнира Большого шлема. В 1/4 финала Мартон уступил первой ракетке мира Новаку Джоковичу со счётом 3:6, 4:6, 4:6. Дальнейшие результаты по ходу сезона были скромными и он до конца года лишь раз отметился в четвертьфинале турнира в Антверпене.
В феврале 2022 года Фучович два раза играл в четвертьфинале: на турнирах в Роттердаме и Дохе.

## Рейтинг на конец года
| Год  | Одиночный рейтинг | Парный рейтинг |
| ---- | ----------------- | -------------- |
| 2023 | 59                |                |
| 2022 | 87                | 325            |
| 2021 | 40                | 324            |
| 2020 | 55                | 282            |
| 2019 | 70                | 296            |
| 2018 | 36                | 241            |
| 2017 | 85                | 369            |
| 2016 | 158               | 611            |
| 2015 | 214               | 930            |
| 2014 | 161               | 842            |
| 2013 | 181               | 1085           |
| 2012 | 440               | 580            |
| 2011 | 577               | 1393           |
| 2010 | 1432              |                |
| 2008 | 1754              |                |

## Выступления на турнирах

### Финалы турнировATPв одиночном разряде (4)

#### Победы (2)
| Легенда                     |
| --------------------------- |
| Турниры Большого шлема (0)* |
| Итоговый турнир ATP (0)     |
| Мастерс (0)                 |
| АТР 500 (0)                 |
| АТР 250 (2)                 |

| Титулы по покрытиям | Титулы по месту проведения матчей турнира |
| ------------------- | ----------------------------------------- |
| Хард (0)*           | Зал (0)                                   |
| Грунт (2)           | Зал (0)                                   |
| Трава (0)           | Открытый воздух (2)                       |
| Ковёр (0)           | Открытый воздух (2)                       |

* количество побед в одиночном разряде.
| №  | Дата           | Турнир            | Покрытие | Соперник в финале | Счёт    |
| 1. | 26 мая 2018    | Женева, Швейцария | Грунт    | Петер Гоёвчик     | 6-2 6-2 |
| 2. | 21 апреля 2024 | Бухарест, Румыния | Грунт    | Мариано Навоне    | 6-4 7-5 |

#### Поражения (2)
| №  | Дата            | Турнир                | Покрытие   | Соперник в финале | Счёт       |
| 1. | 10 февраля 2019 | София, Болгария       | Хард (зал) | Даниил Медведев   | 4-6 3-6    |
| 2. | 7 марта 2021    | Роттердам, Нидерланды | Хард (зал) | Андрей Рублёв     | 6-7(4) 4-6 |

### Финалы челленджеров и фьючерсов в одиночном разряде (14)

#### Победы (6)
| Условные обозначения |
| Челленджеры (6)*     |
| Фьючерсы (0+3)       |

| Титулы по покрытиям | Титулы по месту проведения матчей турнира |
| ------------------- | ----------------------------------------- |
| Хард (3+1)*         | Зал (2+1)                                 |
| Грунт (2+1)         | Зал (2+1)                                 |
| Трава (1)           | Открытый воздух (4+2)                     |
| Ковёр (0+1)         | Открытый воздух (4+2)                     |

* количество побед в одиночном разряде + количество побед в парном разряде.
| №  | Дата           | Турнир                | Покрытие   | Соперник в финале | Счёт           |
| 1. | 5 мая 2013     | Аньнин, Китай         | Грунт      | Джеймс Уорд       | 7-5 3-6 6-3    |
| 2. | 24 ноября 2013 | Андрия, Италия        | Хард (зал) | Дастин Браун      | 6-3 6-4        |
| 3. | 4 июня 2017    | Виченца, Италия       | Грунт      | Ласло Дьёре       | 4-6 7-6(7) 6-2 |
| 4. | 25 июня 2017   | Илкли, Великобритания | Трава      | Алекс Болт        | 6-1 6-4        |
| 5. | 13 ноября 2022 | Братислава, Словакия  | Хард (зал) | Фабиан Марожан    | 6-2 6-4        |
| 6. | 8 января 2023  | Канберра, Австралия   | Хард       | Леандро Риеди     | 7-5 6-4        |

#### Поражения (8)
| №  | Дата             | Турнир                             | Покрытие    | Соперник в финале | Счёт            |
| 1. | 19 августа 2012  | Татранска-Ломница, Словакия        | Грунт       | Ярослав Поспишил  | 4-6 5-7         |
| 2. | 16 сентября 2012 | Торонто, Канада                    | Хард        | Фритц Вольмаранс  | 3-6 6-7(3)      |
| 3. | 20 января 2013   | Баньоль-де-л’Орн-Норманди, Франция | Грунт (зал) | Тим Пюц           | 0-6 1-4 — отказ |
| 4. | 18 мая 2014      | Хайльбронн, Германия               | Грунт       | Ян-Леннард Штруфф | 2-6 6-7(5)      |
| 5. | 6 июля 2014      | Тоди, Италия                       | Грунт       | Аляж Бедене       | 6-2 6-7(4) 4-6  |
| 6. | 5 июня 2016      | Простеёв, Чехия                    | Грунт       | Михаил Кукушкин   | 1-6 2-6         |
| 7. | 12 февраля 2017  | Будапешт, Венгрия                  | Хард (зал)  | Юрген Мельцер     | 6-7(6) 2-6      |
| 8. | 13 января 2018   | Канберра, Австралия                | Хард        | Андреас Сеппи     | 7-5 4-6 3-6     |

### Финалы челленджеров и фьючерсов в парном разряде (4)

#### Победы (3)
| №  | Дата             | Турнир               | Покрытие    | Партнёр        | Соперники в финале            | Счёт              |
| 1. | 1 апреля 2012    | Фелланден, Швейцария | Ковёр (зал) | Маркус Даниэлл | Адриан Бодмер Филипп Освальд  | 6-7(3) 6-3 [10-8] |
| 2. | 16 сентября 2012 | Торонто, Канада      | Хард        | Анте Павич     | Чейз Бьюкенен Теннис Сандгрен | 6-2 6-4           |
| 3. | 1 декабря 2012   | Уджда, Марокко       | Грунт       | Даниэль Гланси | Риккардо Беллотти Доминик Тим | 6-2 6-3           |

#### Поражения (1)
| №  | Дата        | Турнир      | Покрытие | Партнёр         | Соперники в финале     | Счёт               |
| 1. | 14 мая 2017 | Рим, Италия | Грунт    | Киммер Коппеянс | Андреас Мис Оскар Отте | 6-4 6-7(12) [8-10] |